# Tell al-Nabi Mando
Tell al-Nabi Mando (tiếng Ả Rập: تل النبي مندو), được biết đến trong văn học khảo cổ như là Tell Nebi Mend và còn được gọi Qadesh (tiếng Ả Rập: قادش) sau thành phố Thời đại đồ đồng đứng gần như cùng một vị trí, là một ngôi làng ở miền trung Syria, một phần hành chính của Tỉnh Homs, nằm ở phía tây nam của Homs. Nó nằm trên bờ phía đông của sông Orontes. Các địa phương lân cận bao gồm al-Houz ở phía bắc, Kafr Mousa ở phía đông bắc, Arjoun ở phía đông, al-Qusayr ở phía đông nam, Zita al-Gharbiyah ở phía tây nam, al-Aqrabiyah ở phía tây nam và al-Naim ở phía tây bắc. Theo Cục Thống kê Trung ương Syria (CBS), Tell al-Nabi Mando có dân số 1.068 trong cuộc điều tra dân số năm 2004. Ngôi làng nằm cạnh địa điểm cổ xưa của Qadesh, một cái tên đôi khi cũng được sử dụng cho ngôi làng, nơi tiếp giáp với phía bắc. Đó là một ngôi làng Alawite.